# Sofia Curtis
Sofia Curtis is een personage uit de CBS-televisieserie CSI: Crime Scene Investigation. Ze wordt gespeeld door Louise Lombard (bekend van The House of Eliott).

## Biografie
Sofia werd geïntroduceerd in seizoen 5 van de serie. In seizoen 6 verklaarde ze dat hoewel ze gekwalificeerd was om detective te worden, de sheriff haar toewees aan de CSI vanwege haar vaardigheden als laborante (aflevering "Bodies in Motion"). Conrad Ecklie verplaatste haar van het dagteam naar het nachtteam (aflevering "Mea Culpa"), iets waardoor Sofia er kort over dacht om ontslag te nemen. Gil Grissom wist haar ertoe over te halen te blijven en in seizoen 6 keerde ze terug naar haar oude carrièrepad en werd detective, net als haar moeder.
In de aflevering "A Bullet Runs Through It" verkeerde ze in de veronderstelling per ongeluk haar collega Daniel Bell te hebben gedood in een vuurgevecht met drugshandelaren. Later bleek dit Jim Brass te zijn. Later was ze getuige van de dood van een undercoveragent door koolmonoxidevergiftiging.
Vanaf het begin van seizoen 7 was Sofia een van de vaste personages.

## Relaties
Sofia leek een oogje te hebben op Gil Grissom in seizoen 5. De twee gingen zelfs samen uit eten, maar uiteindelijk liep hun relatie op niets uit. Dit kwam doordat Gil al een relatie had met Sara Sidle. Sofia en de andere teamleden wisten daar niets van. Gil heeft nu nog steeds een relatie met Sara.
Ondanks eerdere spanningen tussen Sofia en Sara werken de twee geregeld samen.